# Sete ferramentas de qualidade
As sete ferramentas do controle de qualidade é
uma denominação para técnicas gráficas específicas identificadas como as mais úteis na resolução de problemas que têm relação com o conceito de qualidade. Elas algumas vezes podem ser chamadas de sete ferramentas básicas, uma vez que servem adequadamente pessoas com pouco treinamento formal em estatística e porque podem ser usadas para resolver a maioria dos assuntos relacionados à qualidade. 
As sete ferramentas são: 
- Fluxograma
- Cartas de controle
- Diagramas de causa-efeito (espinha de peixe ou diagrama de Ishikawa)
- Folhas de verificação
- Histogramas
- Gráficos de dispersão
- Diagrama de Pareto

A denominação tem origem no Japão pós-guerra, inspirada pelas famosas sete armas de Benkei. Possivelmente foi introduzida por Kaoru Ishikawa, influenciado por uma série de palestras em que W. Edwards Deming tinha apresentado para engenheiros e cientistas japoneses em 1950. Naquela época, as empresas que tinham se empenhado em treinar seus trabalhadores em controle de qualidade estatístico perceberam que a complexidade do conteúdo intimidava a grande maioria dos trabalhadores e reduziram este nível para que o treinamento se focasse principalmente nos métodos mais simples que satisfaziam suficientemente a maior parte dos problemas com relação à qualidade.
Ishikawa observou que embora nem todos os problemas pudessem ser resolvidos por essas ferramentas, ao menos 95% poderiam ser, e que qualquer trabalhador fabril poderia efetivamente utilizá-las. Embora algumas dessas ferramentas já fossem conhecidas havia algum tempo, Ishikawa as organizou especificamente para aperfeiçoar o Controle de Qualidade Industrial na década de 1960.
Talvez o alcance maior dessas ferramentas tenha sido a instrução dos Círculos de Controle de Qualidade (CCQ). Seu sucesso surpreendeu a todos, especialmente quando foram exportados do Japão para o ocidente. Esse aspecto essencial do gestão de qualidade foi responsável por muitos dos acréscimos na qualidade dos produtos japoneses, e posteriormente muitos dos produtos e serviços de classe mundial, durante as últimas três décadas.